# Tianqiao

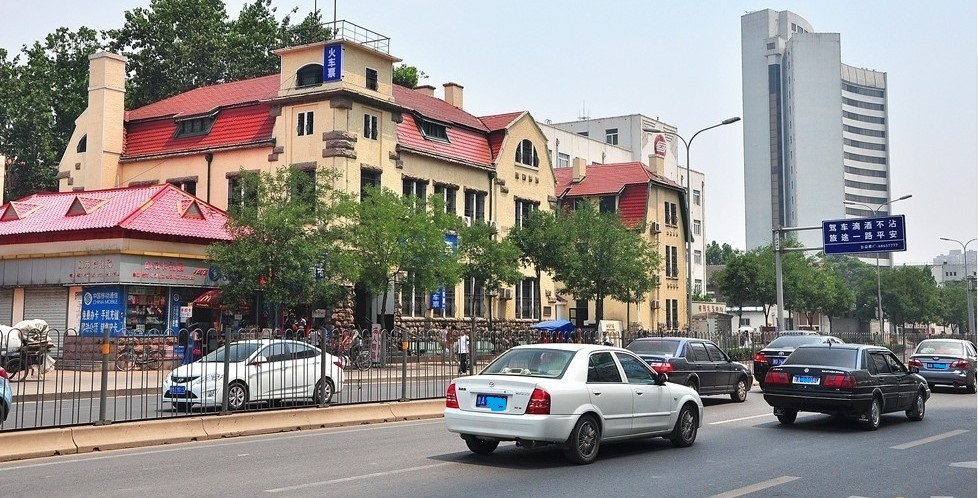
Tianqiao

Tianqiao (chinesisch 天桥区, Pinyin Tiānqiáo Qū) ist ein Stadtbezirk in der chinesischen Provinz Shandong. Er gehört zum Verwaltungsgebiet der Unterprovinzstadt Jinan. Er hat eine Fläche von 258,7 km² und zählt 688.415 Einwohner (Stand: Zensus 2010).

## Administrative Gliederung
Auf Gemeindeebene setzt sich der Stadtbezirk aus dreizehn Straßenvierteln und zwei Großgemeinden zusammen. 